# Balotinování
Balotinování může být finální (dekorativní) způsob zpracování povrchu kovů (keramickým) granulátem a nebo postup ke zpevnění povrchu skleněnými kuličkami.
Před samotným balotinováním je nutné sjednocení povrchu (otryskáním), při kterém se odstraňují okuje od svařování, zbytky barev a rzi a drobné povrchové nerovnosti. Balotinování neslouží jen k úpravě vzhledu tryskaného předmětu, ale také ke zlepšení korozních a pevnostních vlastností kovů. Balotinou lze tryskat i dřevo a plasty. Tato technologie s použitím skleněných kuliček se používala od 90. let ke zpevňování povrchů vnášením tlakového pnutí u některých součástí leteckých motorů Walter.
Pro balotinování a obecně pro tryskání barevných kovů se používají minerální abraziva, která nezanášejí na povrch železo. Ostrohrannými materiály jsou korund, granát, nebo karbidy. Pro následné dolešťování jsou vhodné skleněné a keramické kuličky. Výrobky získají příjemný tzv. saténový lesk. Při tomto stupni lesku jsou také nejméně zřetelná případná poškození, poškrábání nebo mírné vady po svařování, broušení či bodování. Povrch balotinovaných předmětů je velmi elegantní díky jemnému, saténovému lesku.

## Technologie
Tryskání balotinou je jedním ze způsobů povrchových úprav nerezavějících ocelí, niklových slitin a dílů z lehkých slitin. Balotinování patří mezi moderní technologie povrchových úprav a provádí se otryskáváním skleněným nebo keramickým granulátem. Vlastní technologický proces se provádí ve speciální komoře, která nesmí obsahovat uhlíkový materiál. V komoře nesmí být ani přítomen předmět z uhlíkového materiálu, jinak by došlo k nanesení koroze uhlíkového předmětu na balitonovaný povrch. Balotinování se používá jako pohledová úprava dílů, která zlepší estetické vlastnosti. Kromě toho se procesem balotinování zlepší protikorozní odolnost výrobku. Výrobky se zpravidla ošetřují v boxu o velikosti délka 5,0 m x šířka 3,0 m x výška 2,2 m.
Balotina jsou skleněné mikrokuličky. Používá se zvláště pro jemné tryskání, leštění, tryskání nerezových dílů, jako finální úpravy materiálu. Jako chemicky stálý a inertní materiál je z hlediska toxikologického a ekologického nezávadná. Materiál je nehořlavý, nevýbušný a z chemického hlediska neobsahuje žádné škodlivé látky. Balotinu lze skladovat neomezeně dlouhou dobu. Při volném přístupu vzduchu nabírají mikrokuličky vzdušnou vlhkost a materiál ztrácí sypkost.